# Coprolalia

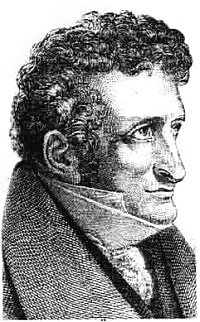
Jean Marc Gaspard Itard (24 de abril de 1774, Oraison - 5 de julio de 1838) fue un médico y pedagogo francés nacido en Provenza, que describió, por primera vez, el Síndrome de Tourette en una mujer francesa de 86 años de edad.

Coprolalia o cacolalia (del griego κόπρος, que significa 'heces' y λαλία 'balbucear') es la tendencia patológica a proferir obscenidades. Esta tendencia circunscribe todas las palabras y frases consideradas culturalmente tabúes o inapropiadas en el ámbito social.

## En el síndrome de Tourette
La coprolalia es una ocasional aunque poco frecuente característica en los pacientes del síndrome de Tourette. En este síndrome, la coprolalia compulsiva puede ser totalmente incontrolable, debido a que este es un trastorno desinhibidor.
La incapacidad de controlar la vocalización puede conllevar la degradación de la vida social y laboral.
Este síntoma afecta a menos del 10 % de pacientes con el síndrome, pero tiende a atraer más la atención que cualquier otro. Al igual que la esquizofrenia, el síntoma aparece habitualmente como un clinomorfismo, es decir, una alteración o intensificación de una enfermedad médica con el fin de producir efectos dramáticos. En el caso de la coprolalia, el «lenguaje obsceno compulsivo» (en algunos casos pasa que las palabras no son obscenas, son repeticiones) está típica y clinomórficamente relacionado con el padecimiento de este síndrome.